# سالخوردگی (زمان‌بندی)
در زمان‌بندی پردازش‌های سیستم‌های عامل، سالخوردگی فرآیندی است که در آن اولویت یک پردازش با افزایش مدت زمانی که انتظار کشیده است، افزایش می‌یابد. این تکنیک زمان اجرای پردازش را از روی میانگین وزن‌دار برآوردهای پیشین و مقدارهای اندازه‌گیری‌شده برآورد می‌کند. تکنیک سالخوردگی می‌تواند برای کاهش گرسنگی پردازش‌های با الویت پایین به کار رود. اینگونه می‌توان مطمئن شد پردازش‌هایی که در الویت نسبتاً پایین هستند نهایتاً انجام داده خواهند شد.